# Dicranomyia particeps
Dicranomyia particeps là một loài ruồi trong họ Limoniidae. Chúng phân bố ở miền Tân bắc.